# Пролив Евреинова
Пролив Евре́инова (Пятый Курильский) — пролив в Тихом океане, разделяющий острова Онекотан и Маканруши. Расстояние между ними примерно 28 км. Расположен в Большой гряде Курильских островов.
Назван в честь русского морского геодезиста и путешественника Ивана Евреинова.

## См.также
- Курильские проливы